# Богданувка (Малопольське воєводство)
Богданувка (пол. Bogdanówka) — село в Польщі, у гміні Токарня Мисленицького повіту Малопольського воєводства. Населення — 661 особа (2011).

## Географія
У селі бере початок річка Богданувка.

## Демографія
Демографічна структура станом на 31 березня 2011 року:
|          | Загалом | Допрацездатний вік | Працездатний вік | Постпрацездатний вік |
| -------- | ------- | ------------------ | ---------------- | -------------------- |
| Чоловіки | 347     | 75                 | 245              | 27                   |
| Жінки    | 314     | 74                 | 178              | 62                   |
| Разом    | 661     | 149                | 423              | 89                   |